# 联盟式橄榄球超级联赛
联盟式橄榄球超级联赛 是英國的頂級橄榄球类运动賽事。該賽事始于1996年。截至2024年，該賽事共有12支參賽球队，其中11支来自北英格蘭，一支来自法国南部。